# Cafezinho (futebolista)
João Cristiano de Araújo (Maceió, 17 de julho de 1965), conhecido por Cafezinho, é um ex-futebolista brasileiro, que atuava como lateral-direito.
Tornou-se nacionalmente conhecido em 1997, quando se envolveu numa briga com o atacante Romário, durante a partida entre Flamengo e Madureira.

## Carreira
Iniciou sua carreira tardiamente, aos 23 anos, no Capelense, em 1989. Neste ano, mudou-se para o Novorizontino, permanecendo durante alguns meses.
Também em 1989, assinou com o Náutico, equipe onde permaneceu por mais tempo (1989-1994), com um hiato de um ano - foi emprestado ao Santa Cruz em 1993. Jogaria ainda por Mogi Mirim, Bangu, Madureira, Vasco da Gama, CRB, Rio Preto, Jaboticabal, Mirassol, ASA, Murici, CSA e Bom Jesus, onde encerrou a carreira em 2005, aos 40 anos.

## A polêmica
Em 6 de março de 1997, Flamengo e Madureira se enfrentaram pelo Campeonato Carioca, em partida realizada no Estádio da Gávea. O rubro-negro superou o "Tricolor Suburbano" por 7 a 0 (Romário, Lúcio, Sávio, Moacir e Júnior Baiano marcaram os gols), mas a goleada ficou em segundo plano graças a uma rusga entre Romário e Cafezinho, que desferiam chutes um ao outro, numa briga que envolveu também o técnico flamenguista, Júnior. Uma semana depois, o "Baixinho" e o "Maestro" selaram a paz com o lateral-direito, que virou manchete até no exterior. Cafezinho declarou, em entrevista ao site GloboEsporte.com, que sonha em ver Romário como presidente do Brasil, citando a personalidade forte do tetracampeão mundial.

## Final de carreira e indenização
Em 2005, aos 40 anos de idade, Cafezinho jogava no Bom Jesus, pequeno time alagoano, até que sofreu uma entrada violenta de um atleta do Coruripe, ao receber um cruzamento. A pancada causou efeitos devastadores para o lateral, que rompeu os ligamentos do joelho, sendo forçado a abandonar os gramados. Passou dois anos com ferros e placas de platina, e chegou a refazer os ligamentos. Porém, o ex-jogador ficou impossibilitado de correr. Hoje, sustenta os familiares com o dinheiro de sua aposentadoria e com o que recebe durante o período em que trabalha como "faz-tudo" de um vereador de Maceió.
Quatro anos após encerrar a carreira, o Rio Preto, clube onde Cafezinho atuou entre 1999 e 2000, pagou a primeira de duas parcelas de 10 mil reais, referentes a um acordo feito com o ex-lateral, que entrara com ação em 2001 contra o Verdão da Vila Universitária, reclamando de 2 meses com salários atrasados, férias, 13º salário e Fundo de Garantia por Tempo de Serviço (FGTS). O Rio Preto também fora condenado a pagar 8 mil reais ao ex-jogador.

## Títulos
Capelense
- Campeonato Alagoano: 1989

Vasco da Gama
- Campeonato Brasileiro: 1997